# 臺灣大眾時報
《臺灣大眾時報》為臺灣日治時期新文協之機關刊物，由臺灣大眾時報社刊行，為不定期刊，發行宗旨為宣傳社會主義思想。發行地點位於日本東京。編輯部主任為王敏川，而重要撰稿者則包括蔡孝乾、黃石輝、蘇新、楊逵、賴和、簡吉、連溫卿、翁澤生等人。1928年（昭和三年）5月7日創刊，至7月9日止，總計發行10期。《臺灣大眾時報》與於1928年4月成立的臺灣共產黨有密切的聯繫。
其較具代表性的文章包含連溫卿的〈臺灣社會運動概觀〉及〈臺灣殖民政策的演進〉等。至於創作部份則以賴和的散文〈前進〉較為重要，內容描寫一對兄弟在黑暗中不斷摸索前進、相互鼓勵，最後只剩下其中一人得以看見光明，隱喻著臺灣文化協會的分裂始末，甚至隱喻著殖民地反對運動路線的分歧。